# Armênia (Quindío)
Armênia (em espanhol: Armenia) é uma cidade da Colômbia capital do departamento de Quindío. Possui uma população de 324 588 habitantes.
A cidade possui o "Centro Cultural Armenia", que conta com o "Centro de Documentação Regional da Armênia", o "Jardim Arqueobotânico", onde está o "Pomar de Plantas Aromáticas e Jardim de Plantas Nativas" e o Museu do Ouro de Quimbaya; tudo administrado pelo Banco de la República.